# Конвой HX 212
Конвой HX 212 (англ. Convoy HX 212) — 212-й атлантичний конвой серії HX транспортних і допоміжних суден у кількості 54 одиниць, який у супроводженні союзних кораблів ескорту прямував з від берегів Північної Америки до британського порту Ліверпуль. Конвой вийшов 18 жовтня 1942 року з Нью-Йорка та прибув до Ліверпуля 5 листопада 1942 року.

## Історія
У серпні 1942 року, коли союзники забезпечили прибережні конвої в західній Атлантиці надійними ескортними силами для відсічі атак німецьких субмарин, це призвело до завершення так званого Другого щасливого часу. Адмірал Карл Деніц, головнокомандувач підводних сил Крігсмаріне (BdU), переніс фокус дій своїх підлеглих у середину Атлантики, щоб уникнути можливості їх виявлення патрульними літаками противника. Хоча в середині океану маршрути конвоїв стали менш передбачуваними, Деніц вважав, що збільшена кількість підводних човнів, що діятимуть одночасно, зможе ефективно шукати конвої за сприяння розвідувальних даних, отриманих завдяки розшифровці дешифрувальників морської розвідки (B-Dienst) британського військово-морського шифру номер 3. Однак лише 20 відсотків із 180 трансатлантичних конвоїв, що йшли з кінця липня 1942 року до кінця квітня 1943 року, втратили судна, що йшли у складі їх конвоїв, унаслідок нападу підводних човнів.
18 жовтня 1942 року конвой HX 212, що складався з п'ятдесяти чотирьох торговельних суден, вийшов із Нью-Йорка у супроводженні місцевого ескорту. Комодором конвою був віцеадмірал В.Егертон на Jamaica Planter. HX 212 зустрів його океанський ескорт, група A-3, що складалася з куттера Берегової охорони США «Кемпбелл», есмінця «Баджер» і корветів типу «Флавер» «Ростерн», «Тріліум», «Алберні», «Саммерсайд» і «Віль де Квебек». Перші п'ять кораблів супроводу працювали разом раніше, але останні три корвети були приєднані до конвою лише для проходу в східну Атлантику в рамках підготовки до виконання завдань в операції «Смолоскип». «Саммерсайд» був єдиним бойовим кораблем ескорту, оснащеним сучасним радаром типу 271 сантиметрового діапазону.
Після безрезультатного переслідування конвою ON 139 патрульна лінія німецької вовчої зграї «Пума» посилилася і продовжила пошук далі. 26 числа U-436 наразився на конвой HX 212. Вночі цей човен атакував та влучив всіма своїми п'ятьма торпедами у Sourabaya, Gurney Newlin і Frontenac. Одне судно затонуло і два було пошкоджено. U-606 пошкодив велике судно й добив ще одне, пошкоджене U-436. Потім це велике судно знову торпедували U-606 і U-624 також перед тим, як воно затонуло. U-621 і U-563 не здобули успіху.
Протягом наступного дня підводні човни тримали осторонь патрульні літаки «Ліберейтори», що вилетіли назустріч конвою з Ісландії. Лише вночі U-224 вдалося потопити судно Bic Island, що відстало, а U-624 потопив ще одне судно з конвою.
29 числа повітряний ескорт відігнав усі човни Крігсмаріне, які намагалися наблизитися, і на цьому полювання німців на транспорти припинилося.

## Кораблі та судна конвою HX 212

### Транспортні судна
Позначення
| Назва                     | Прапор          | Тоннаж (GRT) | Прим.                                                                           |
| ------------------------- | --------------- | ------------ | ------------------------------------------------------------------------------- |
| Abraham Lincoln (1929)    | Норвегія        | 5 740        | судно віце-командора конвою                                                     |
| Arc Light (1906)          | Велика Британія | 2979         |                                                                                 |
| Barrwhin (1929)           | Велика Британія | 4 998        | 29 жовтня затоплено U-436                                                       |
| USS Beaver (AS-5) (1909)  | США             | 4 670        | Плавуча база підводних човнів                                                   |
| Belgian Gulf (1929)       | Панама          | 8237         |                                                                                 |
| Bic Island (1917)         | Канада          | 4000         | 29 жовтня затоплено U-224                                                       |
| British Vigilance (1942)  | Велика Британія | 8093         |                                                                                 |
| C. J. Barkdull (1917)     | Панама          | 6773         | Дизельне паливо                                                                 |
| Cairnesk (1926)           | Велика Британія | 5007         |                                                                                 |
| Cape Breton (1940)        | Велика Британія | 6044         |                                                                                 |
| City of Lille (1928)      | Велика Британія | 6588         |                                                                                 |
| Coptic (1928)             | Велика Британія | 10629        |                                                                                 |
| Cymbula (1938)            | Велика Британія | 8 082        |                                                                                 |
| Dorchester (1926)         | США             | 5649         |                                                                                 |
| Empire Bronze (1940)      | Велика Британія | 8142         |                                                                                 |
| Empire Dickens (1942)     | Велика Британія | 9819         |                                                                                 |
| Empire Fletcher (1942)    | Велика Британія | 8194         |                                                                                 |
| Esso Bayway (1937)        | США             | 7699         |                                                                                 |
| Exchester (1919)          | США             | 4999         |                                                                                 |
| Exilona (1919)            | США             | 4971         |                                                                                 |
| Fairfax (1926)            | Велика Британія | 5649         |                                                                                 |
| Fort a la Corne (1942)    | Велика Британія | 7133         |                                                                                 |
| Fort Amherst (1936)       | Велика Британія | 3489         |                                                                                 |
| Francis Parkman (1942)    | США             | 7176         | судно класу «Ліберті»                                                           |
| Frontenac (1928)          | Норвегія        | 7350         | 27 жовтня танкер пошкоджений U-436                                              |
| Gdynia (1934)             | Швеція          | 1636         |                                                                                 |
| Gulfgem (1920)            | США             | 6917         |                                                                                 |
| Gurney E. Newlin (1942)   | США             | 8225         | 27 жовтня пошкоджений U-436 і 28 числа затоплений U-606                         |
| Helgoy (1920)             | Норвегія        | 5614         |                                                                                 |
| Jamaica Planter (1936)    | Велика Британія | 4098         | судно командора конвою віцеадмірала В.Егертона                                  |
| Katy (1931)               | Норвегія        | 6825         |                                                                                 |
| Kosmos II (1931)          | Норвегія        | 16966        | Китобійна база; 28 жовтня пошкоджена U-606 і 29 числа затоплена торпедами U-624 |
| Lancastrian Prince (1940) | Велика Британія | 1914         |                                                                                 |
| Laurelwood (1929)         | Велика Британія | 7347         |                                                                                 |
| Mahia (1917)              | Велика Британія | 10014        |                                                                                 |
| Matthew Luckenbach (1918) | США             | 5848         | повернулося до Канади                                                           |
| Ocean Courier (1942)      | Велика Британія | 7178         | судно класу «Ліберті»                                                           |
| Pacific Shipper (1924)    | Велика Британія | 6290         |                                                                                 |
| Pan-New York (1938)       | США             | 7701         | 29 жовтня затоплений U-624                                                      |
| Pan-Rhode Island (1941)   | США             | 7742         |                                                                                 |
| Paul H Harwood (1918)     | США             | 6610         |                                                                                 |
| R.G.Stewart (1917)        | США             | 9229         |                                                                                 |
| Saint Bertrand (1929)     | Велика Британія | 5522         |                                                                                 |
| Salinas (1920)            | США             | 5422         |                                                                                 |
| Sarpedon (1923)           | Велика Британія | 11321        |                                                                                 |
| Skaraas (1936)            | Норвегія        | 9826         |                                                                                 |
| Snar (1920)               | Норвегія        | 3176         |                                                                                 |
| Sourabaya (1915)          | Велика Британія | 7701         | китобійна база; 27 жовтня затоплена U-436                                       |
| Southern Princess (1915)  | Велика Британія | 12156        |                                                                                 |
| Thomas B Robertson (1942) | США             | 7176         | судно класу «Ліберті»                                                           |
| Topdalsfjord (1921)       | Норвегія        | 4271         |                                                                                 |
| Tudor Prince (1940)       | Велика Британія | 1914         |                                                                                 |
| Zacapa (1909)             | США             | 4488         |                                                                                 |
| Zoella Lykes (1940)       | США             | 6829         |                                                                                 |

### Кораблі ескорту
| Назва            | Прапор                                  | Тип корабля                                | Прим.                 |
| ---------------- | --------------------------------------- | ------------------------------------------ | --------------------- |
| «Алберні»        | Військово-морські сили Канади           | корвет типу «Флавер»                       | 23 жовтня-1 листопада |
| HMT Bodo         | Військово-морські сили Великої Британії | військовий траулер                         | 1-2 листопада         |
| «Бактуш»         | Військово-морські сили Канади           | корвет типу «Флавер»                       | 18-21 жовтня          |
| «Чикутімі»       | Військово-морські сили Канади           | корвет типу «Флавер»                       | 20-23 жовтня          |
| «Коламбія»       | Військово-морські сили Канади           | ескадрений міноносець типу «Таун»          | 18-21 жовтня          |
| «Коувічан»       | Військово-морські сили Канади           | тральщик типу «Бангор»                     | 18-21 жовтня          |
| «Дігбі»          | Військово-морські сили Канади           | тральщик типу «Бангор»                     | 20-23 жовтня          |
| «Феннел»         | Військово-морські сили Канади           | корвет типу «Флавер»                       | 18-21 жовтня          |
| «Лінкольн»       | Військово-морські сили Канади           | ескадрений міноносець типу «Таун»          | 20-23 жовтня          |
| «Морден»         | Військово-морські сили Канади           | корвет типу «Флавер»                       | 1-2 листопада         |
| «Ненаймо»        | Військово-морські сили Канади           | корвет типу «Флавер»                       | 20-23 жовтня          |
| «Ростерн»        | Військово-морські сили Канади           | корвет типу «Флавер»                       | 23 жовтня-1 листопада |
| «Шедіак»         | Військово-морські сили Канади           | корвет типу «Флавер»                       | 20-23 жовтня          |
| «Саммерсайд»     | Військово-морські сили Канади           | корвет типу «Флавер»                       | 23 жовтня-1 листопада |
| «Тріліум»        | Військово-морські сили Канади           | корвет типу «Флавер»                       | 23 жовтня-1 листопада |
| «Кемпбелл»       | Берегова охорона США                    | куттер типу «Трежері»                      | 23 жовтня-1 листопада |
| «Баджер»         | Військово-морські сили США              | ескадрений міноносець типу «Вікс»          | 23 жовтня-1 листопада |
| «Віль де Квебек» | Військово-морські сили Канади           | корвет типу «Флавер»                       | 23 жовтня-1 листопада |
| «Волкер»         | Військово-морські сили Великої Британії | ескадрений міноносець «Адміралті» типу «W» | 18-21 жовтня          |

## Підводні човни, що брали участь в атаці на конвой
Позначення
| Назва                          | Тип                            | Командир                                          | Результати атаки |
| Вовча зграя «Пума» (13 човнів) | Вовча зграя «Пума» (13 човнів) | Вовча зграя «Пума» (13 човнів)                    | Вовча зграя «Пума» (13 човнів) |
| ------------------------------ | ------------------------------ | ------------------------------------------------- | --- |
| U-224                          | типу VIIC                      | оберлейтенант-цур-зее Ганс-Карл Косбадт           | 29 жовтня потопив Bic Island |
| U-301                          | типу VIIC                      | капітан-лейтенант Віллі-Родеріх Кернер            | не здобув |
| U-383                          | типу VIIC                      | капітан-лейтенант Горст Кремсер                   | не атакував |
| U-436                          | типу VIIC                      | капітан-лейтенант Гюнтер Зайбікке                 | 27 жовтня потопив китобійну базу Sourabaya з танкодесантним судном типу LCT (HMS LCT-2281) на борту та пошкодив Frontenac і Gurney E. Newlin. 29 жовтня потопив Barrwhin |
| U-441                          | типу VIIC                      | капітан-лейтенант Клаус Гартманн                  | не атакував |
| U-443                          | типу VIIC                      | оберлейтенант-цур-зее Константін фон Путткамер    | не атакував |
| U-563                          | типу VIIC                      | капітан-лейтенант Гец фон Гартманн                | не атакував |
| U-602                          | типу VIIC                      | капітан-лейтенант Філіпп Шюлер                    | не атакував |
| U-606                          | типу VIIC                      | оберлейтенант-цур-зее Ганс-Генріх Делер           | 28 жовтня потопив пошкоджене судно Gurney E. Newlin та пошкодив Kosmos II                                                                                                |
| U-621                          | типу VIIC                      | капітан-лейтенант Горст Шюнеманн                  | не атакував |
| U-624                          | типу VIIC                      | оберлейтенант-цур-зее Ульріх фон Зоден-Фраунгофен | 29 жовтня потопив пошкоджене судно Kosmos II на борту якого було три танкодесантних судна типу LCT та потопив Pan-New York                                               |
| U-753                          | типу VIIC                      | корветтен-капітан Альфред Мангардт фон Маннштайн  | не атакував |
| U-757                          | типу VIIC                      | капітан-лейтенант Фрідріх Дец                     | не атакував |